# لويز أزيريدو
لويز أزيريدو (بالبرتغالية: Luiz Azeredo؛ مواليد 10 يونيو 1976) هو مُقاتل فنون قتالية مختلطة برازيلي.

## وصلات خارجية
- لويز أزيريدو على موقع بيلاتور (الإنجليزية)
- لويز أزيريدو على موقع بيلاتور (الإنجليزية)
- لويز أزيريدو على موقع شيردوغ (الإنجليزية)
- لويز أزيريدو على موقع IMDb (الإنجليزية)